# Burgos Club de Fútbol Promesas
El Burgos Club de Fútbol Promesas, anteriormente llamado Club Deportivo Burgos Promesas 2000, es un club de fútbol español con sede en Burgos. Fundado en el año 2000, es el equipo filial del Burgos C. F. y disputa la Segunda División RFEF.

## Historia
El 4 de mayo de 2020, el equipo llega a un acuerdo con el Burgos CF para convertirse en su equipo filial hasta 2034. Además, el club pasó a llamarse Burgos CF Promesas.